# اتحادیه بین‌المللی دانشجویان
اتحادیه بین‌المللی دانشجویان یا آی یو اس IUS (به انگلیسی: International Union of Students)، انجمنی جهانی متشکل از اتحادیه‌های ملی دانشجویی در سراسر جهان است.

## شکل‌گیری
این اتحادیه در ۱۹۴۶ تشکیل شده و از همان هنگام تا کنون مقرش در پراگ، جمهوری چک است.
این اتحادیه سازمانی چتری است که از ۱۵۵ سازمان دانشجویی در ۱۲۲ کشور و منطقه عضو دارد و نمایندهٔ حدود ۲۵ میلیون دانشجو است.

## هدف و عرصه‌های فعالیت
اهداف اتحادیه در مقدمهٔ اساس‌نامهٔ سازمان که در ۱۹۴۶ به آن اضافه شده شرح داده شده‌است:
«هدف اتحادیهٔ بین‌المللی دانشجویان، که از نمایندگان سازمان‌های دانشجویی کشورهای مختلف تشکیل شده‌است، دفاع از حقوق و منافع دانشجویان برای ترقی پیشرفت در رفاه و سطح تحصیلات و آماده کردن آن‌ها برای وظایفشان به عنوان شهروندان دموکرات است.»
طبق اطلاعات فهرست سازمان‌های غیردولتی یونسکو، اولویت‌های فعالیت اتحادیه از این قرارند: «تبادل اطلاعات، دفاع از وضعیت دانشجویان، صلح، محیط زیست، توسعه، حقوق بشر»
اتحادیه بین‌المللی دانشجویان، در ایران نیز دارای وب سایت می‌باشد.

## فعالیت‌ها
اهم فعالیت‌های اتحادیه از این قرار است:
- انتشار «بیانیهٔ دانشجویی»
- انتشار «خبرنامهٔ دوره‌ای» و «فراخوان عمل» برای اعضا
- برگزاری جشن روز جهانی دانش‌جویان در ۱۷ نوامبر
- برگزاری «کنفرانس‌های دانشجویی»

## نشان اتحادیه
نشان و پرچم اتحادیه متشکل از پرچمی سوزان و کتابی باز است که مقابل طرحی قرمز و آبی از کرهٔ زمین قرار گرفته‌اند. این نماد کوشایی دائمی جوانان برای دانش است.

## تاریخ
- تاریخ اولیه، ۱۹۴۶–۱۹۵۶: اتحادیه بین‌المللی دانشجویان در ۲۷ اوت ۱۹۴۶ در پراگ بنیان گذاشته شد. سازمان‌های دانشجویی از ۶۲ کشور در بنیان‌گذاری آن شرکت داشتند. به این ترتیب این اتحادیه از «شورای بین‌المللی دانشجویان» که قبلاً از ۱۹۴۱ تا ۱۹۴۴ حیاتی کوتاه داشت بسیار گسترده‌تر بود.

آن شورا با ابتکار اتحادیه ملی دانشجویان بریتانیا و با هدف ایجاد خطوط باز ارتباط بین سازمان‌های دانشجویی کشورهای متفقین در طول جنگ جهانی دوم تأسیس شده بود.